# Гомельский областной исполнительный комитет
Гомельский областной исполнительный комитет (бел. Гомельскі абласны выканаўчы камітэт) — исполнительный и распорядительный орган на территории Гомельской области и осуществляет свои полномочия в соответствии с Конституцией и Законом Республики Беларусь «О местном управлении и самоуправлении в Республике Беларусь». Вышестоящим органом является Совет Министров Республики Беларусь.

## Полномочия
В компетенцию и полномочия областного исполнительного комитета входит:
- разработка и внесение для утверждения в Совет схемы управления местным хозяйством и коммунальной собственностью, а также предложений по организации охраны общественного порядка;
- разработка и внесение для утверждения в Совет проектов программ экономического и социального развития, местного бюджета, представление Совету отчётов об их выполнении;
- обеспечение на соответствующей территории соблюдения: Конституции Республики Беларусь; законов Республики Беларусь; актов Президента Республики Беларусь; решений Совета и вышестоящих государственных органов, принятых в пределах их компетенции;
- организация получения доходов местным бюджетом и их использования по целевому назначению;
- принятие решения о выпуске местных ценных бумаг и проведении аукционов;
- распоряжение коммунальной собственностью административно-территориальной единицы в порядке, установленном Советом;
- принятие решений о создании, реорганизации и ликвидации предприятий, организаций, учреждений и объединений коммунальной собственности;
- согласие на размещение на подведомственной ему территории предприятий, организаций, учреждений и объединений, не находящихся в коммунальной собственности соответствующей административно-территориальной единицы;
- осуществление в порядке, установленном законодательством Республики Беларусь, контроля на подведомственной территории за использованием коммунальной собственности;
- решение в соответствии с законодательством Республики Беларусь вопросов землеустройства и землепользования.

Исполнительный комитет в пределах своих полномочий принимает решения. Решения исполнительного комитета принимаются простым большинством от установленного состава исполнительного комитета, подписываются председателем исполнительного комитета и управляющим делами (секретарем) исполнительного комитета.
В случаях, если решения исполнительного комитета, не соответствуют законодательству, то могут быть отменены областным Советом, вышестоящими исполнительными органами (например, Советом Министров, Президентом Республики Беларусь).

## Структура

### Комитеты
- Комитет по архитектуре и строительству
- Комитет по сельскому хозяйству и продовольствию
- Комитет экономики
- Комитет по труду, занятости и социальной защите
- Комитет государственного имущества

### Главные управления
- Главное контрольно-аналитическое управление
- Главное управление идеологической работы, культуры и по делам молодёжи
- Главное управление землеустройства
- Главное управление организационно-кадровой работы
- Главное управление юстиции
- Главное финансовое управление
- Главное управление по здравоохранению
- Главное управление образования
- Главное управление по проблемам ликвидации последствий катастрофы на Чернобыльской АЭС
- Главное управление жилищно–коммунального хозяйства
- Главное управление торговли и услуг

### Управления
- Управление внутренних дел
- Управление спорта и туризма
- Управление делами облисполкома

### Отделы
- Отдел по работе с обращениями граждан и юридических лиц

### Комиссии
- Комиссия по установлению статуса гражданам, пострадавшим от катастрофы на Чернобыльской АЭС, других радиационных аварий при Гомельском областном исполнительном комитете

## Члены областного исполнительного комитета
- Крупко Иван Иванович — председатель облисполкома
- Петрожицкий Дмитрий Евгеньевич — первый заместитель председателя облисполкома
- Алейников Дмитрий Вадимович — заместитель председателя облисполкома
- Барановский Андрей Анатольевич — заместитель председателя облисполкома
- Пантюхова Ксения Александровна — заместитель председателя облисполкома
- Васюченко Алексей Анатольевич — управляющий делами облисполкома
- Беспалый Сергей Михайлович — главный редактор коммунального унитарного предприятия «Редакция газеты «Гомельская праўда»
- Кириченко Пётр Алексеевич — председатель Гомельского областного объединения профсоюзов
- Костюченко Марина Леонидовна — начальник главного финансового управления Гомельского облисполкома
- Липовская Юлия Викторовна — первый секретарь Гомельского областного комитета общественного объединения "Белорусский республиканский союз молодёжи"
- Привалов Владимир Александрович — председатель Гомельского горисполкома
- Шастайло Александр Иванович — начальник УВД Гомельского облисполкома

### Председатель
Председатель Гомельского областного исполнительного комитета — высшее должностное лицо Гомельской области. Председатель назначается на эту должность Президентом. В его обязанности входит:
- руководство деятельностью облисполкома, гражданской обороной области
- взаимодействие с Администрацией Президента Республики Беларусь и Советом Министров Республики Беларусь, областным Советом депутатов
- координация деятельности городских, районных исполнительных комитетов и местных администраций в городах области.

### Список Председателей
1. Войтенков Николай Григорьевич (ноябрь 1989 г. — декабрь 1994 г.)
2. Шипук Павел Владимирович (1994 г. — 1997 г.)
3. Войтенков Николай Григорьевич (17 января 1997 г. — 17 апреля 2001 г.)
4. Якобсон Александр Серафимович (17 апреля 2001 г. — 28 декабря 2010 г.)
5. Дворник Владимир Андреевич (29 декабря 2010 г. — 5 апреля 2019 г.)
6. Соловей Геннадий Михайлович (с 29 июля 2019 г.[3] — 21 декабря 2021 г.)
7. Крупко Иван Иванович (с 21 декабря 2021 г. — по настоящее время)